# Imbisswagen
Ein Imbisswagen (englisch food truck, französisch camion-restaurant) ist eine mobile Form des Imbissstands und dient wie dieser der öffentlichen Zubereitung und dem Verkauf von warmen und kalten Speisen und Getränken.
Imbisswagen kommen meist im städtischen Straßenhandel sowie auf Wochen- und Jahrmärkten zum Einsatz; sie können aber auch für private Veranstaltungen angemietet oder – nach vorheriger Genehmigung – an viel besuchten Orten aufgestellt werden. Sie müssen energie- und wassertechnisch autark sein, denn nur selten können vorhandene Anschlüsse genutzt werden. Die kleineren Ausführungen, beispielsweise Hot-Dog-Karren, sind allseitig offen und müssen gezogen oder geschoben werden; die größeren sind in der Regel motorisiert und meist nur nach einer Seite hin offen. Da die Speisen weitgehend vorbereitet sind, beträgt die Dauer der Speiseausgabe heute in der Regel nur wenige Minuten.

## Geschichte
Manchmal werden die erstmalige Zubereitung und der Verkauf von Speisen und Fruchtsäften auf mobilen Karren in der griechisch-römischen Antike angesiedelt; andere verorten die ersten Mobilküchen in der Straßenküchentradition Asiens. Weltweit waren Verpflegungswagen der Feldküchen im Tross von Armeen zu finden. In den USA spielt auch die Tradition von Viehtrecks eine Rolle, und auch beim Bau von Eisenbahnlinien mussten die Streckenarbeiter fernab der Städte täglich mit Nahrung versorgt werden. Zu Beginn des 20. Jahrhunderts wurden mancherorts ausrangierte Straßenbahnwagen zu Imbissfahrzeugen umgebaut.
Vor allem seit den 1980er Jahren erleben sie in vielen Städten der Welt eine Blütezeit – beispielsweise in New York City, wo sie inzwischen wegen der Zeit- und Geldersparnis eine ernstzunehmende Konkurrenz für Restaurants darstellen.
Wurde bis ins 20. Jahrhundert vornehmlich Fastfood wie Bratwurst, Grillhähnchen, Hot Dogs und Pommes frites angeboten, haben sich auch Teile der mobilen Gastronomie dem allgemeinen Trend nach gesünderem Essen angepasst und spezialisieren sich zunehmend auf höherwertige fettärmere, oft fleischlose und ausgefallene Speisen oder einfache regionale Spezialitäten. Diese Trendfolger haben zum Teil ausgefeilte Marketingstrategien und werden im deutschsprachigen Raum zur Unterscheidung von herkömmlichen Imbisswagen häufig als Food-Trucks bezeichnet.

## Gesetzliche Regelungen
Für den Betrieb mobiler Imbisse sind lebensmittel- und gewerberechtliche sowie gegebenenfalls weitere Regelungen zu beachten, die sich in den einzelnen Staaten unterscheiden. Für größere Imbisswagen, sowohl Anhänger als auch Selbstfahrer, gelten die allgemeinen Regeln der jeweiligen Straßenverkehrsordnung. Für die kurzzeitige oder längerfristige Aufstellung von Imbisswagen ist die Zustimmung des Grundstückseigentümers und/oder der Behörden erforderlich.
In Deutschland ist das einschlägige Gaststättenrecht Ländersache; bundesweit ist unter anderem ein Gewerbeschein erforderlich. Eine mobile Einrichtung darf nicht in eine festinstallierte Imbissbude umgewandelt werden. Zahlreiche Städte und Gemeinden haben weitere Regeln für den Betrieb von Imbisswagen erlassen.
Im Schweizer Kanton Freiburg unterliegen Imbisswagen, anders als ortsfeste Gastronomen, nicht dem Gesetz über öffentliche Gaststätten.

## Beispiele
- Ein Warung ist ein kleiner Straßen-Verkaufsstand für Nahrungsmittel auf Rädern in Indonesien.